# Łoje-Gręzko
Łoje-Gręzko – kolonia w Polsce położona w województwie podlaskim, w powiecie grajewskim, w gminie Radziłów.
We wsi znajduje się grób żołnierza Armii Czerwonej Iwana Woronowa poległego w trakcie II wojny światowej.

## Historia
W latach 1921–1939 wieś leżała w województwie białostockim, w powiecie kolneńskim (od 1932 w powiecie łomżyńskim), w gminie Przytuły.
Według Powszechnego Spisu Ludności z 1921 roku zamieszkiwały tu 22 osoby w 5 budynkach mieszkalnych. Miejscowość należała do miejscowej parafii rzymskokatolickiej w m. Radziłów. Podlegała pod Sąd Grodzki w Stawiskach i Okręgowy w Łomży; właściwy urząd pocztowy mieścił się w m. Radziłów.
W latach 1975–1998 miejscowość należała administracyjnie do województwa łomżyńskiego.